# 伍氏盆唇華鯪
伍氏盆唇華鯪（学名：Bangana wui）為輻鰭魚綱鯉形目鯉科的其中一個種，俗名青鱼、圆青衣、泥鲥、青衣。在中国，分布于西洋江、广东、广西等，一般栖息于喜栖清水河段。该物种的模式产地在广东、广西，體長可達30.5公分。